# Willem Pepper
Pour les articles homonymes, voir Pepper.
Willem Pepper est un héros et une série de bande dessinée écrite par Addrie van Middelkoop et dessinée par Henk'T Jong.

## Intrigue
Willem Pepper est un jeune néerlandais à cheveux longs, à la fois aventurier fonceur et intellectuel s'intéressant à l'histoire. Il se lance dans des enquêtes pleines de dangers et de fantastique, à la suite d'événements passés qui resurgissent.

## Historique de la série
La série Willem Pepper est due à Addrie van Middelkoop et Henk'T Jong. Elle paraît dans le magazine néerlandais Eppo à partir de 1975.

## Jugements sur la série
Henri Filippini juge palpitant le scénario de Addrie van Middelkoop, avec un suspense bien dosé, les dessins de Henk'T Jong se rapprochant de la ligne claire, dans des décors soignés. Il regrette que la série ne soit pas traduite en français.